# Nedinoschiza taiwana
Nedinoschiza taiwana är en stekelart som först beskrevs av Watanabe 1934.  Nedinoschiza taiwana ingår i släktet Nedinoschiza och familjen bracksteklar. Inga underarter finns listade i Catalogue of Life.